# Cheng Chao-Tsun
Cheng Chao-tsun (鄭兆村T, Zhèng ZhàocūnP, Jhèng Jhào-cunTP; 17 ottobre 1993) è un giavellottista taiwanese.

## Progressione

### Lancio del giavellotto
| Stagione | Misura  | Luogo        | Data       | Rank. Mond. |
| -------- | ------- | ------------ | ---------- | ----------- |
| 2021     | 78,32 m | Kaohsiung    | 25-6-2021  | 82º         |
| 2020     | 85,54 m | Nuova Taipei | 5-12-2020  | 7º          |
| 2019     | 89,05 m | Zurigo       | 29-8-2019  | 6º          |
| 2018     | 84,60 m | Karlstad     | 21-7-2018  | 16º         |
| 2017     | 91,36 m | Taipei       | 26-8-2017  | 3º          |
| 2016     | 71,66 m | Taichung     | 4-5-2016   | 307º        |
| 2015     | 81,78 m | Kawasaki     | 10-5-2015  | 41º         |
| 2014     | 81,61 m | Incheon      | 2-10-2014  | 33º         |
| 2013     | 74,99 m | Taipei       | 22-4-2013  | 150º        |
| 2012     | 77,10 m | Kinmen       | 16-11-2012 | 111º        |
| 2011     | 77,07 m | Changhua     | 25-10-2011 | 105º        |
| 2010     | 78,68 m | Miaoli       | 15-10-2010 | 59º         |
| 2009     | 71,71 m | Taichung     | 25-10-2009 | 246º        |

## Palmarès
| Anno | Manifestazione            | Sede        | Evento                         | Risultato | Prestazione | Note                                       |
| ---- | ------------------------- | ----------- | ------------------------------ | --------- | ----------- | ------------------------------------------ |
| 2009 | Giochi asiatici giovanili | Singapore   | Lancio del giavellotto (700 g) | Argento   | 71,97 m     |                                            |
| 2009 | Mondiali U18              | Bressanone  | Lancio del giavellotto (700 g) | 21º (q)   | 63,21 m     |                                            |
| 2010 | Campionati asiatici U20   | Hanoi       | Lancio del giavellotto         | Argento   | 73,26 m     |                                            |
| 2010 | Mondiali U20              | Moncton     | Lancio del giavellotto         | 8º        | 71,58 m     |                                            |
| 2010 | Olimpiadi giovanili       | Singapore   | Lancio del giavellotto (700 g) | 12º B     | 65,94 m     |                                            |
| 2011 | Campionati asiatici       | Kōbe        | Lancio del giavellotto         | 11º       | 74,68 m     |                                            |
| 2012 | Campionati asiatici U20   | Colombo     | Lancio del giavellotto         | Oro       | 74,68 m     |                                            |
| 2012 | Mondiali U20              | Barcellona  | Lancio del giavellotto         | 16º (q)   | 67,88 m     |                                            |
| 2013 | Universiadi               | Kazan'      | Lancio del giavellotto         | 23º (q)   | 65,38 m     |                                            |
| 2014 | Giochi asiatici           | Incheon     | Lancio del giavellotto         | 5º        | 81,61 m     |                                            |
| 2015 | Campionati asiatici       | Wuhan       | Lancio del giavellotto         | 4º        | 79,35 m     |                                            |
| 2015 | Universiadi               | Gwangju     | Lancio del giavellotto         | 4º        | 79,35 m     |                                            |
| 2017 | Campionati asiatici       | Bhubaneswar | Lancio del giavellotto         | 6º        | 80,03 m     |                                            |
| 2017 | Mondiali                  | Londra      | Lancio del giavellotto         | 22º (q)   | 77,87 m     |                                            |
| 2017 | Universiadi               | Taipei      | Lancio del giavellotto         | Oro       | 91,36 m     | Record asiatico · Record delle Universiadi |
| 2018 | Giochi asiatici           | Giacarta    | Lancio del giavellotto         | 5º        | 79,81 m     |                                            |
| 2019 | Campionati asiatici       | Doha        | Lancio del giavellotto         | Oro       | 86,72 m     | Record dei campionati                      |
| 2019 | Mondiali                  | Doha        | Lancio del giavellotto         | 10º       | 77,99 m     |                                            |
| 2021 | Giochi olimpici           | Tokyo       | Lancio del giavellotto         | 30º (q)   | 71,20 m     |                                            |
| 2023 | Campionati asiatici       | Bangkok     | Lancio del giavellotto         | 7º        | 69,54 m     |                                            |
| 2023 | Giochi asiatici           | Hangzhou    | Lancio del giavellotto         | 10º       | 67,03 m     |                                            |

## Altre competizioni internazionali
2018
- Argento in Coppa continentale ( Ostrava), lancio del giavellotto - 83,28 m